# Sonic the Hedgehog (film)
Sonic the Hedgehog is een Amerikaans-Japanse komische avonturenfilm uit 2020, gebaseerd op de gelijknamige computerspelserie van Sega. De film werd geregisseerd door Jeff Fowler, naar een scenario door Patrick Casey en Josh Miller.
De film ging op 13 februari 2020 in première in de Nederlandse bioscopen  en op 19 februari 2020 in de Vlaamse bioscopen. De Nederlands gesproken versie werd getoond op 9 februari in Pathé Arena.

## Plot
Sonic is een antropomorfe blauwe egel van de planeet Mobius, die naar de aarde vlucht. Schurken willen Sonics supersnelheid zien te bemachtigen voor hun eigen gewin. Nadat Sonic per ongeluk een stroomuitval veroorzaakt in het dorpje Green Hills, wordt hij gezocht door de overheid die de kwaadaardige Doctor Robotnik inhuurt om hem op te sporen. Sheriff Tom Wachowski moet Sonic helpen om zijn ringen terug te verzamelen en om uit de handen van Robotnik te blijven.

## Rolverdeling
- Ben Schwartz als de stem van Sonic
- James Marsden als sheriff Tom Wachowski
- Jim Carrey als Dr. Ivo Robotnik
- Tika Sumpter als Maddie, vriendin van Tom
- Adam Pally als Billy Robb, collega en vriend van Tom
- Neal McDonough als Majoor Bennington

### Nederlandse cast
- Najib Amhali als Sonic[4]
- Noah Amhali als jonge Sonic
- Huub Dikstaal als Dr. Robotnik

### Vlaamse cast[5]
- Sander Gillis als Sonic
- Ferre Cortebeeck als jonge Sonic
- Koen Van Impe als Dr. Robotnik
- Kobe Van Herwegen als Tom Wachowski
- Ianthe Tavernier als Maddie

## Achtergrond

### Muziek
In februari 2019 werd Tom Holkenborg aangekondigd voor het schrijven van de filmmuziek. De soundtrack werd uitgebracht gelijktijdig met de film op 14 februari 2020 in zowel muziekdownload als op compact disc door La-La Land Records. Het originele nummer uit de film "Speed Me Up" van Wiz Khalifa, Ty Dolla $ign, Lil Yachty en Sueco the Child, werd op single uitgebracht op 24 januari 2020 door Atlantic Records.

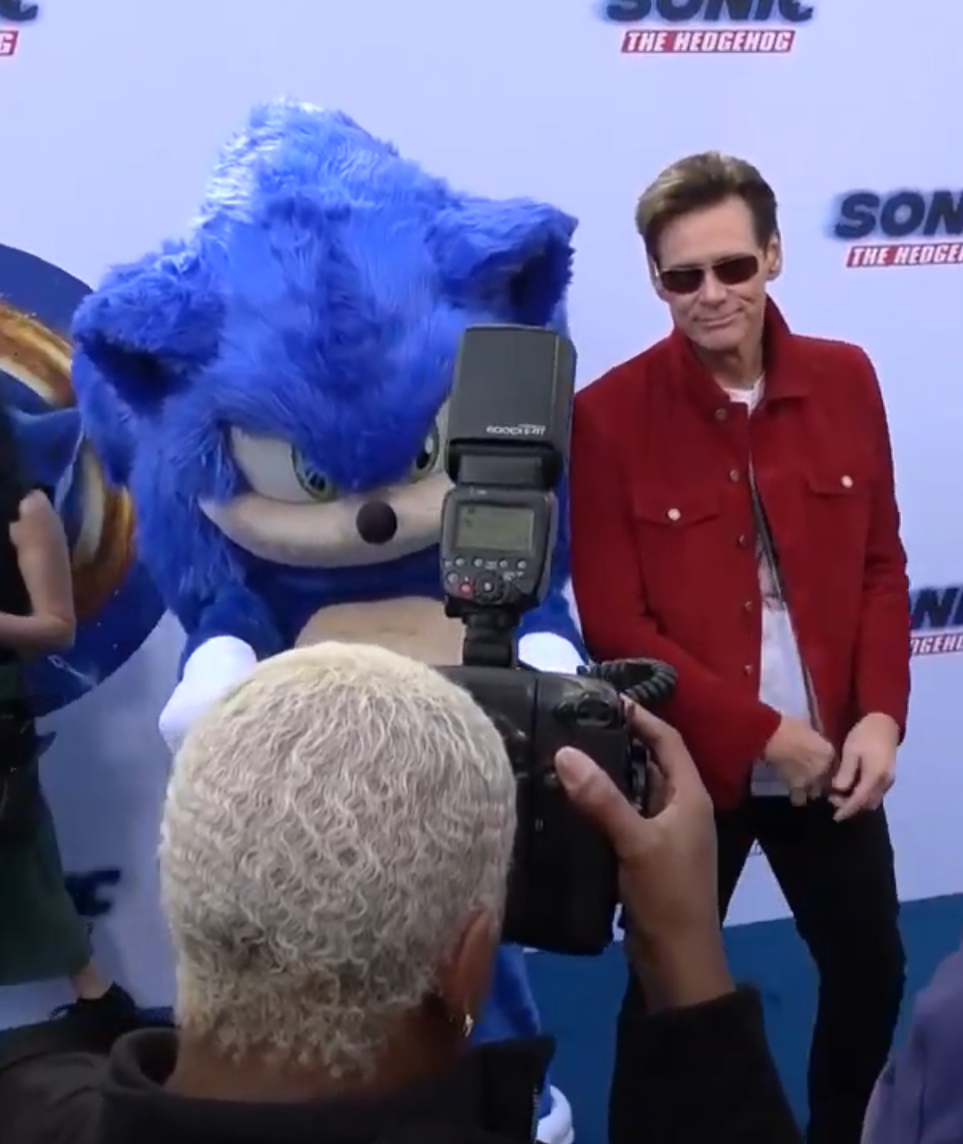
Jim Carrey bij de première in Los Angeles op 25 januari 2020

### Ontvangst
Oorspronkelijk was de première gepland op 8 november 2019, maar na een overweldigende stroom negatieve reacties op de eerste trailer besloot Paramount om de film uit te stellen om het ontwerp van Sonic aan te passen.
De film werd gemiddeld ontvangen in recensies. Men prees de actiescènes, de rol van Jim Carrey, en de vele verwijzingen naar snelheid en de spelserie. Enige kritiek was er op het gemiddelde verhaal.
Op Rotten Tomatoes heeft de film een waarde van 64%, gebaseerd op 215 recensies. Op Metacritic heeft de film een gemiddelde score van 47/100, gebaseerd op 42 recensies.

### Vervolg
Na wereldwijd succes in de box office werd op 29 mei 2020 het vervolg aangekondigd genaamd Sonic the Hedgehog 2 die in maart 2022 in de Nederlandse bioscopen en in april 2022 in de Vlaamse bioscopen uitkwam. Deel 3 kwam in december 2024 uit.